# Carrapato (canção)
"Carrapato" é o 1º single oficial (2º ao todo) da cantora Perlla. A canção foi feita para ser o tema do seu novo álbum Mais Perto.

## Titulo
O título da canção causou controvérsias, já que Carrapato é um bicho asqueroso e que gruda na pessoa. Perlla afirmou que o "cara" na música em questão é igual a um carrapato.

## Clipe
Um clipe oficial da música não foi feito, mas Perlla promoveu muito a canção.

## Performance nas Paradas
A canção fez uma performance razoável nas paradas já que para o 1º single a gravadora esperava um pouco mais, ficando apenas entre as 15 mais.